# Szegedi TE
A Szegedi TE Szeged első számú tekecsapata, amely a Positive Adamsky Szuperligában szerepel.
1995-ös alapítása óta 15 alkalommal avatták magyar bajnokká, 3 alkalommal világkupát, 4 alkalommal a Bajnokok Ligáját, illetve 2 alkalommal nyerték meg az Európa Kupát.

## Elnevezései
Teljes nevének (Szegedi TE) használata a köznyelvben ritka, sajtó gyakran Szegedként vagy Tiszapartiakként hivatkozik az egyesületre.

## Története
A Szegedi TE (Szegedi Tekézők Egyesülete) 1995-ben alakult, első elnöke és mind a mai napig Karsai Ferenc.
A csapat különleges úttal vágott neki szereplésének, hiszen egyből ugrott 2 osztályt, így a Szuperligában kezdte meg menetelését az újonc csapat. Nem sok év kellett ahhoz, hogy dobogóra kerüljön a Szeged. 1997-ben a 3. helyet érte el a csapat, ami egy elég jó teljesítmény. Ezután nem álltak le az edzéssel, 1998-ban már a 2. helyre értek a szegediek, megrángatva az oroszlán bajszát sok ellenfélnek, és a 2000-es évek végére bajnokká avatták a Szegedet.

## Pálya
A Szegedi TE mérkőzéseit az újszegedi Teke & Bowlingcentrumban játssza.
A pálya 2005-ben épült az újszegedi Kisstadion területén, így közel van sok sportlétesítmény is. Az 1500 négyzetméterű arénát 2005 májusában kezdték el építeni, még azon év szeptemberében át is adták a korszerű létesítményt. 2006 januárjában az arénához 10 szobás motelt építettek. 2013-ban a pálya felújításon esett át, mivel nem felelt meg a nemzetközi szövetség feltételeinek. 2019-ben a motelhez 5 szobát építettek.
Így lett a Szegedi Teke & Bowlingcentrum Magyarország legimpozánsabb tekepályája.

## Korábbi nevei
1995-2000: Snowfox-Szeged
2000-2003: MÉH-Szeged
2003-2008: Ferroép-Szeged
2008-2009: Gabonatransz-Szeged
2009-2015: Szegedi TE
2016-2018: Alabárdos-Szegedi TE
2018-2019: Szegedi TE
2020-2023: Zengő Alföld Szegedi TE
2023-tól: Szegedi TE

## Játékoskeret
Utolsó módosítás: 2023. október 24.
A vastaggal jelzett játékosok felnőtt válogatottsággal rendelkeznek.
A dőlttel jelzett játékosok ifjúsági válogatottsággal rendelkeznek
| Név                    | Nemzetiség             | Születési hely | Születési idő | Korábbi csapat                 |
| ---------------------- | ---------------------- | -------------- | ------------- | ------------------------------ |
| Ifjúsági játékosok     |                        |                |               |                                |
| Ivanyik Dávid          | Magyarország           | Kazincbarcika  | 2006.10.15.   | Kazincbarcikai Vegyész Teke SE |
| Ivanyik Richárd        | Magyarország           | Miskolc        | 2001.08.05.   | Kazincbarcikai Vegyész Teke SE |
| Schvarcz Dániel        | Magyarország           | Tatabánya      | Nem publikus  | Tatabányai SC                  |
| Felnőtt játékosok      |                        |                |               |                                |
| Ács Tamás              | Magyarország           | Makó           | 1988.11.10.   | Földeák TC                     |
| Csejtei Norbert        | Magyarország           | Budapest       | 1998.09.03.   | Ferencvárosi TC                |
| Karsai László          | Magyarország           | Mezőhegyes     | 1967.06.11.   | Szegedi Postás                 |
| Kiss Norbert           | Magyarország           | Kaposvár       | 1980.06.29.   | Kaposvári Közutasok            |
| Kozma Károly           | Magyarország           | Szekszárd      | 1988.09.18.   | Zalaegerszegi TK               |
| Milan Jovetić          | Szerbia                | Zombor         | 1980.10.10.   | KK Kljajićevo Kordun           |
| Sárosi Krisztián       | Magyarország           | Budapest       | Nem publikus  | Ferencvárosi TC                |
| Szél Tibor             | Szerbia                | Törökkanizsa   | 1970.07.23.   | KK Spartak Subotica            |
| Zapletán Zsombor       | Szerbia · Magyarország | Zenta          | 1985.04.24.   | Ferencvárosi TC                |
| Kölcsönadott játékosok |                        |                |               |                                |
| Név                    | Nemzetiség             | Születési hely | Születési idő | Kölcsönadva itt                |
| Karsai Dániel          | Magyarország           | Szeged         | 1998.05.05.   | Szanki Olajbányász SE          |